# بيض بورجي
بيض بورجي (بالإنجليزية: Egg bhurji) هو طبق من البيض المخفوق، نشأ في شبه القارة الهندية. يُعد من الأطعمة الشعبية التي تُطهى حتى تجف، ويُقدَّم كوجبة إفطار، أو غداء أو عشاء. يُقدم في محطات الاستراحة على الطرق السريعة وأكشاك طعام الشارع في جميع أنحاء الهند، ويُقدَّم أحيانًا مع شرائح الخبز الأبيض.